# 亮島之歌
《亮島之歌》是中華民國國軍一首軍歌，改編自《中華職棒主題曲》。目前中華職棒公認的起源為早年中華民國陸軍一位在馬祖亮島服役的中華職棒兄弟象隊球迷，為了參加軍歌比賽，把童安格作曲的《中華職棒主題曲》拿去改編參賽，才讓這首歌以軍歌的形式在中華民國國軍軍中廣為流傳。但亦有人指出，當時亮島駐軍僅兩個連，彼此間並無軍歌比賽，亦無和南竿北竿連隊進行軍歌比賽。
2012年6月26日，作家龍應台登亮島，得知《亮島之歌》是島上官兵改編童安格的詞，即請官兵唱給她聽。